# Bere
Bere är en ort (village) i distriktet Ghanzi i västra Botswana. 